# Djäknetjärnen
Djäknetjärnen är en sjö i Filipstads kommun i Värmland och ingår i Göta älvs huvudavrinningsområde. Djäknetjärnen ligger i Brattforsheden Natura 2000-område.